# Regionalwahl in den Abruzzen 2008
Die Regionalwahl in den Abruzzen 2008 fand am 14. Dezember statt; der Regionalrat und der Präsident der Region wurden gleichzeitig gewählt.

## Wahlergebnis
| Kandidaten                           | Kandidaten             | Stimmen | %    | Listen                            | Stimmen | %    | Mandate |
| ------------------------------------ | ---------------------- | ------- | ---- | --------------------------------- | ------- | ---- | ------- |
|                                      | Giovanni Chiodigewählt | 295.371 | 48,8 | Il Popolo della Libertà           | 190.919 | 35,2 | 15      |
| Rialzati Abruzzo!                    | Giovanni Chiodigewählt | 295.371 | 48,8 | 40.256                            | 7,4     | 3    |         |
| Movimento per l'Autonomia            | Giovanni Chiodigewählt | 295.371 | 48,8 | 18.040                            | 3,3     | 1    |         |
| Liberal Socialisti                   | Giovanni Chiodigewählt | 295.371 | 48,8 | 7.753                             | 1,4     | –    |         |
| Mandate der Listengruppe             | Giovanni Chiodigewählt | 295.371 | 48,8 | –                                 | –       | 8    |         |
| ↳ Gesamt                             | Giovanni Chiodigewählt | 295.371 | 48,8 | 256.968                           | 47,4    | 27   |         |
|                                      | Carlo Costantini       | 258.199 | 42,7 | Partito Democratico               | 106.410 | 19,6 | 7       |
| Italia dei Valori                    | Carlo Costantini       | 258.199 | 42,7 | 81.557                            | 15,0    | 5    |         |
| Partito della Rifondazione Comunista | Carlo Costantini       | 258.199 | 42,7 | 15.435                            | 2,8     | 1    |         |
| La Sinistra (Verdi – SD)             | Carlo Costantini       | 258.199 | 42,7 | 12.054                            | 2,2     | 1    |         |
| Partito dei Comunisti Italiani       | Carlo Costantini       | 258.199 | 42,7 | 9.955                             | 1,8     | 1    |         |
| Partito Socialista                   | Carlo Costantini       | 258.199 | 42,7 | 9.387                             | 1,7     | –    |         |
| Democratici per l'Abruzzo            | Carlo Costantini       | 258.199 | 42,7 | 7.507                             | 1,4     | –    |         |
| Nicht gewählte Direktkandidat        | Carlo Costantini       | 258.199 | 42,7 | –                                 | –       | 1    |         |
| ↳ Gesamt                             | Carlo Costantini       | 258.199 | 42,7 | 242.305                           | 44,7    | 16   |         |
|                                      | Rodolfo De Laurentiis  | 32.604  | 5,4  | Unione di Centro – Popolari UDEUR | 30.452  | 5,6  | 2       |
|                                      | Teodoro Buontempo      | 11.514  | 1,9  | La Destra                         | 9.597   | 1,8  | –       |
|                                      | Ilaria Del Biondo      | 4.625   | 0,8  | Partito Comunista dei Lavoratori  | 2.018   | 0,4  | –       |
|                                      | Angelo Di Prospero     | 2.791   | 0,5  | Per il Bene Comune                | 1.237   | 0,2  | –       |
| Gesamt                               | Gesamt                 | 605.104 | 100  |                                   | 542.577 | 100  | 45      |